# Die Auserwählten – In der Brandwüste
Die Auserwählten – In der Brandwüste (Originaltitel: The Scorch Trials) ist das zweite Buch in der dystopischen Science-Fiction-Trilogie für Jugendliche Die Auserwählten von James Dashner. Der erste Band Die Auserwählten – Im Labyrinth erschien im Jahr 2009. Der zweite Band wurde am 5. Oktober 2010 unter Delacorte Press veröffentlicht, einem Imprint von Random House. Die deutsche Übersetzung von Anke Caroline Burger erschien im Juni 2012.
2015 erschien von 20th Century Fox eine Verfilmung des Romans unter dem Titel Maze Runner – Die Auserwählten in der Brandwüste.

## Inhalt

### Ausgangssituation
Thomas, Teresa und die anderen Lichter sind im ersten Band dem Labyrinth entkommen, wo sie von der ominösen Organisation ANGST (Abteilung nachepidemische Grundlagenforschung Sonderexperimente Todeszone) als Probanden für ein Experiment missbraucht wurden, mit dessen Hilfe ein Heilmittel für eine weltweite tödliche Seuche, genannt Der Brand, gesucht wird. Von den anfangs etwa 50 Jungen hat weniger als die Hälfte das Martyrium überlebt. ANGST rechtfertigt ihre Handlungen damit, dass ihr Experiment dem Wohl der gesamten Menschheit diene und daher die weniger relevanten Opfer legitim seien. Nachdem die Lichter von einer Rebellengruppe scheinbar befreit und in eine Herberge gebracht wurden, wähnen sich die Jugendlichen in Sicherheit. Was sie nicht wissen ist, dass sie nur die erste Phase des Experiments überstanden haben und alles was seitdem geschehen ist, noch immer Teil des Experiments ist und von ANGST genau so geplant war.

### Handlung
In der Herberge wird Teresa von der Jungengruppe getrennt und in einem separaten Schlafraum untergebracht. Schon in der ersten Nacht wird Thomas von Teresa in Gedanken alarmiert. Als er versucht, erneut telepathisch Kontakt zu ihr aufzunehmen, gelingt es ihm nicht mehr. Am Morgen werden die Jungen von einem furchteinflößenden Lärm und zerberstenden Fensterscheiben geweckt: Mehrere furchtbar entstellte und wild gewordene Personen zerren an den Gitterstäben und flehen darum, getötet zu werden. Sie bezeichnen sich als „Cranks“ – jene Personen, die mit Dem Brand infiziert sind. Auf der Suche nach ihren Rettern und Teresa stellen die Lichter fest, dass die Rebellen alle tot sind, sie in dem kleinen Komplex eingeschlossen und alle Vorräte aus der Küche verschwunden sind. An der Tür zu Teresas Schlafraum entdecken sie die Aufschrift „Teresa Agnes. Gruppe A. Proband A-1. Die Verräterin“. Als die Lichter die verschlossene Tür aufbrechen, finden sie jedoch einen Jungen namens Aris vor, von dem sie erfahren, dass er als einziger Junge der Gruppe B, einer Mädchengruppe, angehört hat. Diese sei vor einigen Tagen ebenfalls einem Labyrinth entkommen und in einer anderen Herberge untergebracht worden. Wie er über Nacht in Teresas Zimmer geraten ist, weiß der Junge nicht. Währenddessen ertönt ein ohrenbetäubendes Signal, das einige Minuten lang anhält. Als es wieder still ist, stellen die Lichter einige gravierende Veränderungen im Gebäude fest: Zum einen sind die Leichen der getöteten Rebellen verschwunden, ihr Schlafsaal aufgeräumt und alle Fenster zugemauert. Zum anderen fallen den Lichtern Tätowierungen an ihren Nacken auf, die vorher noch nicht da waren. Die von Thomas besagt, dass er von Gruppe B getötet werden müsse; Minhos Tattoo zufolge ist er der Anführer der Gruppe A.
Die Lichter und Aris müssen die folgenden drei Tage ohne Nahrung ausharren, bis sie die Küche eines Tages wieder voller Vorräte vorfinden. Gleichzeitig erscheint ein seltsam gekleideter Mann, der ihnen, geschützt von einer unsichtbaren Wand, die zweite Phase des Experiments erklärt. Hierzu sollen sie um sechs Uhr des Folgetages durch einen sogenannten Flat Trans (eine Art graue Wand, die Ähnlichkeit mit einem Teleporter hat) gehen. Von dem Ort aus, an den der Flat Trans sie bringt, sollen sie innerhalb von zwei Wochen ca. 100 Meilen genau gen Norden gehen, wo ein „sicherer Hafen“ auf sie warte. Sollten sie sich der Teilnahme verweigern, werde sie ein sehr grausamer Tod ereilen. Zudem seien die Lichter allesamt bereits mit Dem Brand infiziert und sollten deshalb im eigenen Interesse die Tests bestehen. Am Ende der zweiten Phase erwarte die Lichter die Heilung. Wie von ANGST aufgetragen gehen die Lichter (mit einem Proviant) am nächsten Morgen durch den Flat Trans und gelangen in einen kilometerlangen, stockdunklen Tunnel, der bereits tödliche Gefahren für sie bereithält. Der Tunnel führt sie schließlich an die Oberfläche – eine staubtrockene, kochend heiße Wüste. Bereits in kürzester Zeit führt das ungefilterte Sonnenlicht auf der Haut zu Verbrennungen, sodass die Jungen sich mit ihren mitgebrachten Laken vor der enorm heißen Sonneneinstrahlung schützen müssen. Genau auf ihrem Weg liegend erstrecken sich in der Ferne die Ruinen einer einstigen Großstadt und dahinter ein Gebirgszug, in deren Richtung sie sich aufmachen.
Auf ihrem tagelangen Marsch begegnen die Lichter zwei Cranks, die sie davor warnen, die Stadt zu betreten. Zudem trifft Thomas eines Nachts in einer kleinen Holzhütte Teresa, die sich allerdings sehr merkwürdig verhält, als ob sie gegen eine Manipulation ankämpfen müsse. Dabei kommt es zu einem Kuss zwischen den beiden und Teresa rät Thomas unter Tränen, so schnell wie möglich weiterzuziehen, wenn er und seine Freunde nicht getötet werden wollen. Wenige Kilometer vor der Stadtgrenze geht ein Gewitter übernatürlichen Ausmaßes auf die Lichter herunter, bei dem weitere Jungen ihr Leben lassen müssen. Die nunmehr elf Überlebenden retten sich in ein verlassenes Hochhaus am Rande der Stadt, wo sie einer anfangs feindlich gesinnten Gruppe von Cranks und deren Anführer Jorge begegnen. Thomas kann Jorge davon überzeugen, ihnen bei der Durchquerung der Stadt zu helfen, indem er ihm Heilung von Dem Brand verspricht. Gemeinsam mit der ebenfalls infizierten Brenda führt Jorge die Gruppe zu einem unterirdischen Vorratsraum, wo die Lichter nach Tagen wieder etwas zu essen bekommen.
Der Eingang zum Untergrund wird von Unbekannten in die Luft gesprengt, wodurch Thomas und Brenda vom Rest der Gruppe getrennt werden. Sie beschließen, allein weiterzuziehen und die Lichter später wiederzufinden. Ihr Weg führt zunächst durch die dunklen unterirdischen Tunnel. Doch nachdem sie von einer Horde wilder Cranks verfolgt und angegriffen werden und Thomas einen von ihnen in Notwehr tötet, besteht er darauf, oberirdisch weiterzuziehen. Während ihrer gemeinsamen Zeit kommen Thomas und Brenda einander näher, was bei Thomas zu Gewissens- und Gefühlskonflikten in Bezug auf Teresa führt, um deren Wohl er noch immer besorgt ist. Eines Morgens lauern ihnen drei bedrohlich wirkende Cranks auf und zwingen sie, zu einer „Party“ mitzukommen. Thomas und Brenda finden sich in einer Art Underground-Club voller tanzender, verschwitzter Cranks wieder, wo ihnen eine Art Droge verabreicht wird, von der sie zunächst hemmungslos (Brenda versucht Thomas zu küssen) und schließlich bewusstlos werden. Die beiden kommen – an Stühle gefesselt – in einem weiteren Kellerraum zu sich, wo Thomas von den Cranks befragt wird. Derweil stürmen die übrigen Lichter die Räume und befreien ihre gefangenen Freunde. Dabei erleidet Thomas jedoch eine lebensbedrohliche Schussverletzung an der Schulter. Trotzdem gelingt es der Gruppe, sich aus der Stadt zu retten. Gerade als Thomas droht, seiner Verletzung zu erliegen, kommt ein „Berk“ (fliegende Transportschiffe, mit denen die Menschen sich über weite Strecken fortbewegen) angeflogen und holt ihn an Bord, wo er ärztlich behandelt wird. Drei Tage später wird Thomas, inzwischen von seiner Verletzung geheilt, an derselben Stelle wieder abgeladen und von seinen Freunden in Empfang genommen. Kurz nach seiner Rückkehr wird Thomas im Schlaf erstmals wieder von Teresa telepathisch kontaktiert und davor gewarnt, dass ihm bald etwas Schlimmes zustoßen werde. Dabei bittet sie ihn, ihr unter allen Umständen unbedingt zu vertrauen.
Nach einer kurzen Ruhephase setzen die Lichter ihre Wanderung zum sicheren Hafen bei Sonnenuntergang fort. Sie werden von einer größeren bewaffneten Mädchengruppe – Gruppe B – überrascht, die von Teresa angeführt wird und unter Gewaltandrohung Thomas dazu zwingt, mit ihnen zu kommen. Dabei verhält Teresa sich sehr skrupellos und gefühllos und gibt vor, sich an die Lichter nicht erinnern zu können. Sie wirft zudem Thomas wiederholt vor, ihr etwas Schlimmes angetan zu haben, wofür er nun bestraft würde. Als sie am nächsten Morgen aus dem Lager der Mädchen verschwunden ist, verwickelt er die übrigen Mädchen in ein Gespräch, in dem beide Seiten ihre Erfahrungen austauschen. Thomas gelingt es, die Mädchen, die sowieso schon skeptisch gegenüber ihrer Anführerin waren, auf seine Seite zu ziehen. Teresa verliert dadurch die Unterstützung ihrer Gruppe und zieht wutentbrannt allein von dannen, während Thomas und die Mädchen zum sicheren Hafen weiterziehen. Wenig später gelingt es ihr, Thomas unter dem Vorwand, mit ihm Klartext reden zu wollen, von der Gruppe zu trennen. In einem kleinen vertrockneten Waldstück treffen sie auf Aris, der Teresa dabei hilft, ihren Auftrag auszuführen. Thomas erfährt, dass Teresa bereits im Labyrinth mit Aris telepathisch in Verbindung stand und beide ein Paar seien. Ihre Zuneigung für Thomas sei eine Täuschung gewesen. Teresa öffnet eine versteckte Tür zu einem dunklen Raum, in den Thomas sich von ihr sperren lassen soll. Als er versucht, seine Angreifer zu überwältigen, wird er von Teresa am Kopf schwer verletzt und schließlich in den Raum gezwängt. Zuerst glaubt Thomas, dass er sterben müsse, doch Stunden später kommt er wieder zu sich und wird, wieder halbwegs gesund, aus dem Raum entlassen. Draußen warten Teresa und Aris mit schuldbewussten Mienen auf ihn und erklären, dass es ihnen sehr leid täte und sie zu ihren Handlungen gezwungen worden seien. Von dem Vorfall vollkommen traumatisiert glaubt Thomas ihnen zunächst kein Wort und empfindet tiefste Abscheu gegenüber Teresa. Er beschließt dennoch, es darauf beruhen zu lassen und weiterzuziehen. Er begreift, dass er Teresa ihre Tat niemals wird verzeihen können.
Nachdem alle Beteiligten die letzte Etappe ihres Weges überwunden und sich an dem vermuteten Zielort versammelt haben, entdecken sie lediglich ein unscheinbares Schild, das ihr Ziel kennzeichnet. Sie beschließen, die restliche Stunde bis zum genauen Ablauf der zwei Wochen abzuwarten. Derweil zieht erneut ein bedrohliches Gewitter auf. Aus dem Erdboden um sie herum werden sarkophagähnliche Objekte an die Oberfläche gefahren, was darauf hindeutet, dass hinter der Wüstenlandschaft doch mehr steckt als erwartet. Aus ihnen steigen fürchterliche Monster, ähnlich den Griewern, und greifen die Jugendlichen an. Thomas und einige andere finden einen Weg sie auszuschalten und verstecken sich zum Schutz vor dem Sturm in den Sarkophagen. Pünktlich zum Ablauf der Frist taucht ein Berk am Ort des Geschehens auf und sammelt die Überlebenden ein, worunter auch Minho, Thomas, Newt und Teresa sowie Jorge und Brenda sind. Als die Insassen des Berks erwägen, Brenda oder Jorge, die nicht zu den Versuchspersonen gehören, zu töten, kann Thomas dies erfolgreich verhindern. Den Lichtern wird erklärt, dass die Experimente nun zu Ende seien. Sie werden erneut in einer Art Herberge gebracht, wo Thomas kurz darauf vom Rest seiner Gruppe getrennt wird. In einem Traum hört er die Stimme von Brenda, die ihm mitteilt, dass es nicht gut um ihn stünde, er aber bald alles verstehen würde. Er kommt in einem weißen Raum mit gepolsterten Wänden zu sich und sucht Kontakt zu Teresa. Sie erzählt ihm, dass sie und die anderen nach ihrer Ankunft in einen Schlafsaal gebracht worden seien. Man habe ihnen gesagt, dass Der Brand bei Thomas zu fortgeschritten sei und man ihn wegbringen müsse. Thomas stellt fest, dass er keinerlei Gefühle mehr für Teresa hat und noch nicht einmal mehr sicher ist, ob er ihr – und dem, was sie ihm erzählt – vertrauen kann. Daraufhin übermannt Thomas die Wut auf Teresa und ANGST, und er bittet sie eindringlich, ihn fortan in Ruhe zu lassen. Teresa verabschiedet sich mit den Worten „ANGST ist gut“.

### Epilog
Im Nachwort berichtet die Leiterin Ava Paige in Form eines Memorandums über den erfolgreichen Abschluss des Experiments in der Brandwüste. Trotz unvorhergesehener Entwicklungen (Thomas’ Schussverletzung war nicht vorgesehen) und Fehlschlägen habe die Organisation enorme Fortschritte erzielt. Auch die kommende Zeit sei von existenzieller Bedeutung für die Studie und man sei zuversichtlich, dass die Versuchspersonen nach geplanter Wiederherstellung ihrer Erinnerungen freiwillig tun werden, was man von ihnen verlange. Zudem plane man, den Versuchspersonen zu eröffnen, wer von ihnen immun gegen die Seuche sei – und wer nicht.

## Verfilmung
Am 11. Oktober 2013 wurde bekanntgegeben, dass 20th Century Fox die Filmrechte erworben hat. Das Drehbuch wurde von T. S. Nowlin geschrieben und Wes Ball führte Regie. Der Film kam am 24. September 2015 mit dem Titel Maze Runner – Die Auserwählten in der Brandwüste in die deutschen Kinos.